# Agelasta dayremi
Agelasta dayremi là một loài bọ cánh cứng trong họ Cerambycidae.